# Иодид мышьяка(III)
Иодид мышьяка(III) AsI3 — химическое соединение мышьяка с иодом. Молекула пирамидальной формы, с ковалентной связью.

## Свойства
Иодид мышьяка(III) представляет собой оранжево-красные или рубиново-красные кристаллы гексагональной сингонии, а в расплавленном виде — коричнево-красная жидкость. Растворяется в воде с гидролизом, этаноле, диэтиловом эфире, сероуглероде, бензоле.
Гидролиз происходит медленно, с образованием триоксида мышьяка и иодоводородной кислоты. Промежуточным продуктом реакции является As(OH)3, находящийся в равновесии с иодоводородной кислотой.
Реакция водного раствора сильнокислая, pH 0,1 н раствора в составляет 1,1. При прокаливании на воздухе (200 °C) разлагается с образованием триоксида мышьяка, иода и мышьяка в свободном виде.
С иодидами щелочных металлов (KI, RbI, CsI) образует иодоарсенаты(III) с общей формулой M3[As2I9]

## Получение и применение
Иодид мышьяка(III) получают прямой реакцией мышьяка с иодом в среде сероуглерода, по реакции трихлорида мышьяка и иодийной соли активного металла (например, калия) в сильнокислом растворе:
{\displaystyle {\mathsf {AsCl_{3}+3KI\rightarrow AsI_{3}+3KCl}}}
Используется в производстве полупроводниковых материалов из мышьяка.
Ранее применялся в медицине для лечения ревматизма, артрита, малярии, трипанасомных инфекций, туберкулёза и диабета.